# Notre-Dame-du-Bon-Port (Gavarnie)

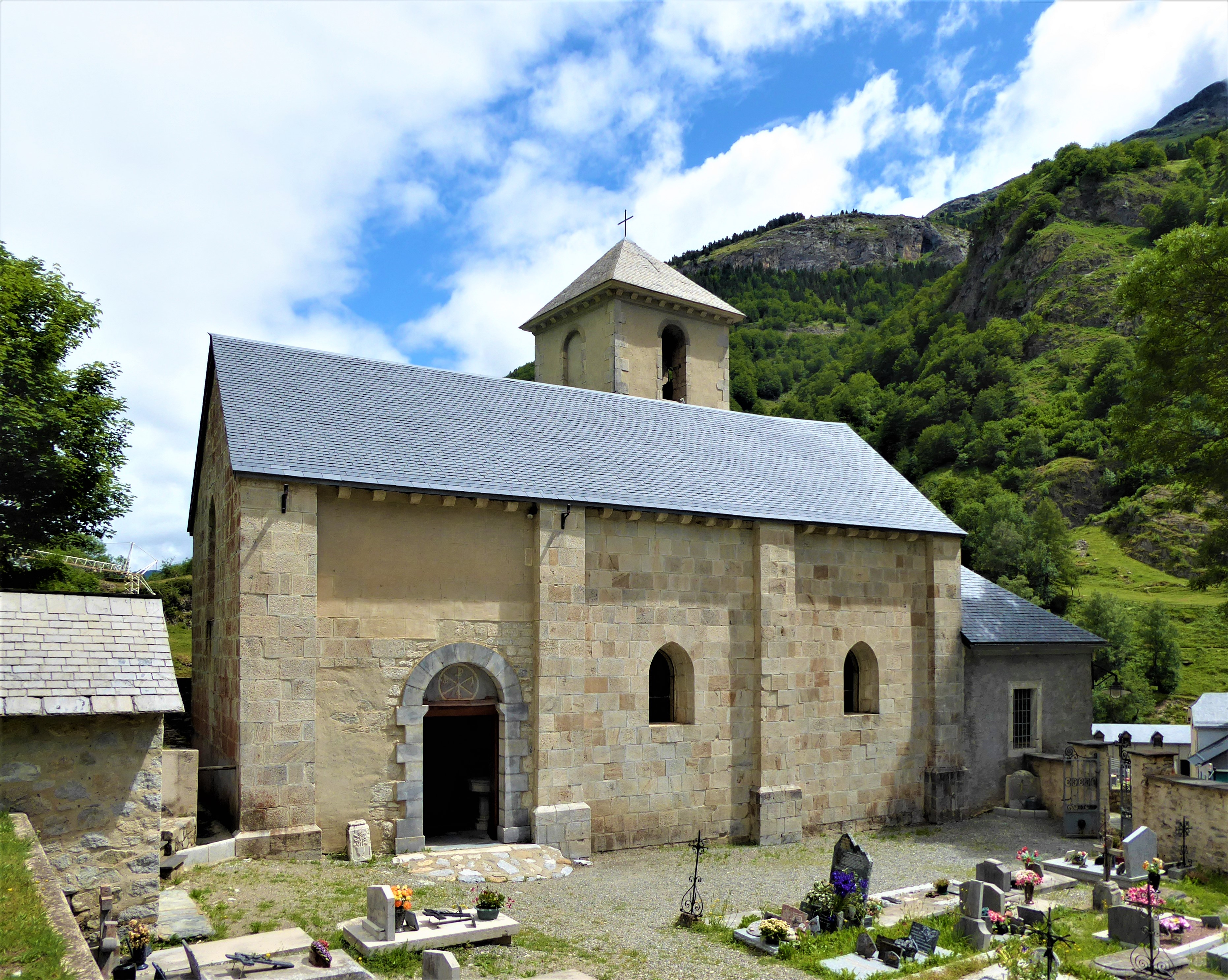
Die Kirche Notre-Dame-du-Bon-Port in Gavarnie

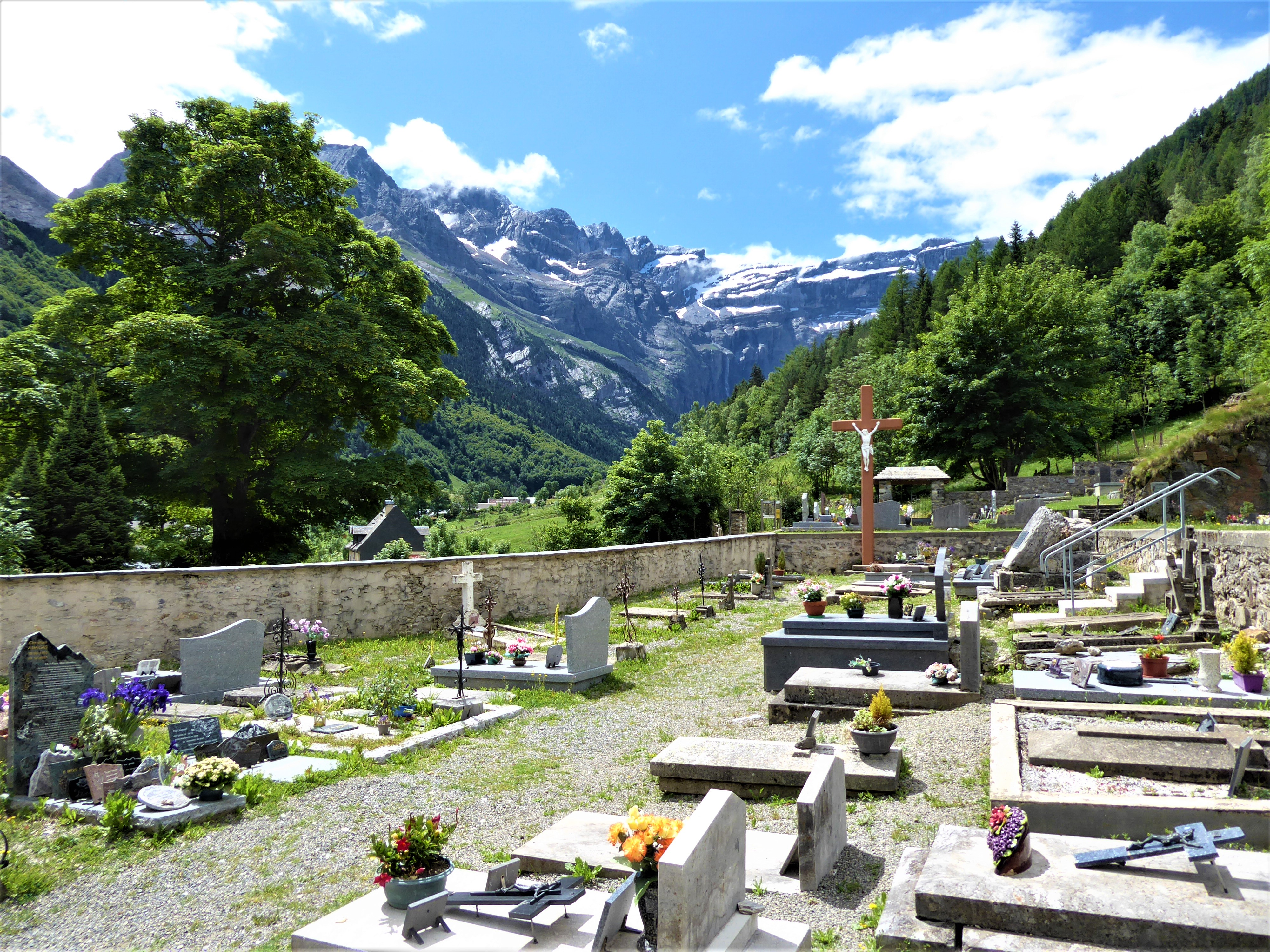
Der Friedhof an der Kirche mit Blick zum Cirque de Gavarnie

Die römisch-katholische Kirche Notre-Dame-du-Bon-Port befindet sich in Gavarnie im Département Hautes-Pyrénées in Frankreich. Die Kirche und der umgebende Friedhof wurden 1998 als Monument historique eingetragen.

## Geschichte
Die Kirche geht in ihren ältesten Teilen auf einen romanischen Bau aus dem 12. Jahrhundert zurück, der als Kapelle eines Hospitals am Jakobsweg nach Santiago de Compostela errichtet worden war. Das Langhaus der Kirche entstand im 14. Jahrhundert, ihm ist im Norden querschiffartig eine Seitenkapelle angefügt, die den ältesten Teil der Kirche darstellt. Die Kapelle beherbergt die Statue der Notre-Dame du Bon Port aus dem 14. Jahrhundert, die auch heute noch auf dem Pilgerweg verehrt wird. Der Chorraum im Langhaus enthält einen Hochaltar aus barocker Zeit. Außerhalb des Gebäudes ist der alte Sockel eines quadratischen Turms erhalten, der die alte Glockenturmmauer und die Einfassung einer von zwei Schießscharten beleuchteten Wendeltreppe trug. Der heutige Turm an der Nordseite entstand 1851 unter Wiederverwendung älteren Baumaterials.